# Anisia gilvipes
Anisia gilvipes là một loài ruồi trong họ Tachinidae.